# Nigar Jamal
Nigar Aydin kizi Jamal (nhũ danh Mutallibzadeh tiếng Azerbaijani: Nigar Aydın qızı Camal (Mütəllibzadə); sinh ngày 7 tháng 9 năm 1980), hay Nikki Jamal, là một ca sĩ Anh-Azerbaijan. Sinh ra và lớn lên ở Baku, cô sống ở Luân Đôn từ năm 2005. Cô giành chức quán quân Eurovision Song Contest 2011 cùng Eldar Gasimov với bài hát "Running Scared". Cô và Gasimov cũng thường cùng nhau hát chung như một nhóm với tên gọi Ell & Nikki.